# Canal ABC
Le canal ABC (Anvers-Bruxelles-Charleroi) est un canal de 130 kilomètres de long qui relie ces trois villes de Belgique. 

## Description
Il est composé de plusieurs tronçons navigables, qui sont, en partant d'Anvers, port situé sur le bas cours de l'Escaut :
- l'Escaut :
- le Rupel, affluent de rive droite de l'Escaut ;
- le canal maritime de Bruxelles à l'Escaut ;
- le canal Bruxelles-Charleroi qui se termine sur la Sambre.

Ces deux derniers forment le canal de Bruxelles.

## Historique
Le projet de canal reliant Anvers au Hainaut existe dès le XVIIe siècle, mais ce n’est qu’en 1826 que les travaux commencent à la demande du roi des Pays-Bas Guillaume Ier, le royaume des Pays-Bas incluant alors les anciens Pays-Bas autrichiens (royaume de Belgique après la révolution belge de 1830). 
Le canal est ouvert au transport en 1832.